# Pizzutella
La Pizzutella (o Pizzutello) è un vitigno a bacca bianca o nera autoctono della Puglia.

## Storia
Originaria della Puglia, prende il nome dalla forma dell'acino, che specie nella varietà nera, presenta il caratteristico pizzo terminale. Diffuso anche nel Lazio, nella zona di Tivoli. La varietà bianca può presentare un acino più lungo e arcuato.  Per questa forma è nota come "uva corna" o "minnevacca" (capezzolo di vacca).

## Caratteristiche
Questa tipologia di vitigno è particolarmente diffusa nelle aree dell'Italia meridionale dove cresce con un clima ideale che ne favorisce uno sviluppo ottimale. È possibile coltivarla anche a nord ma in tal caso sono necessari particolari accorgimenti, in particolare per proteggere le piante dal freddo e dalle gelate e dal ristagno d'acqua che possono portare alla peronospera ed all'oidio.
La caratteristica principale di questa vite è la forma dell'acino che come si è detto ha forma appuntita. Esiste sia in varietà bianca che in quella nera, ma nella prima la buccia esterna dell'acino si presenta più sottile ma comunque particolarmente resistente anche per il trasporto per la commercializzazione su vaste distanze, il che la rende ideale come uva da tavola. La polpa di ogni acino si presenta soda e molto zuccherina, con un valore del 16% rispetto al peso totale. La varietà nera presenta invece un grado di acidità più elevato e quindi i grappoli si presentano come meno dolci ed hanno una forma meno allungata. I grappoli in generale si presentano molto compatti e possono arrivare alla lunghezza che può superare i 20 cm ed al peso anche di 350 grammi l'uno.

## Coltivazione
La pianta di vite Pizzutella inizia a germogliare dalla seconda decade di aprile per poi iniziare la fioritura vera e propria nella prima decade di giugno.
La raccolta dei grappoli avviene solitamente nel periodo compreso tra fine agosto e inizio settembre al sud, mentre al nord la raccolta è più tardiva, verso il mese di ottobre.
Viene solitamente coltivata a pergolato o a spalliera.